# 박노학
박노학(朴魯學, 1868년 ~ ?)은 대한제국의 관료 겸 일제강점기의 천도교 교역자로, 본적은 충청북도 충주군 신니면이다. 본관은 밀양이다.

## 생애
1904년 장릉참봉을 지냈고 1906년부터 1907년까지 함경북도 회령군수를 지냈다. 1907년부터 1908년까지 자위단원호회 순회부장과 사무원으로 일했으며 일진회 평의원과 법부조사위원장으로 일하는 동안 대한제국에서 일어난 의병 활동을 방해하는 한편 일진회의 한일 합방 청원 운동을 주도했다.
1908년 성덕학교 교감과 자선부인회 찬무원을 역임했고 1909년 자선부인회 총무를 역임했다. 1911년 시천교 봉교와 문예구락부 간사를 역임했으며 1917년 천도교에 입교했다. 1919년 천도교 교리연구소 의원과 대동사문회 발기인을 역임했고 1920년 대동사문회 상무이사 겸 서무부 회계과사무 촉탁을 역임했다.

## 사후
- 2009년 친일반민족행위진상규명위원회가 발표한 친일반민족행위 705인 명단에 포함되었다.

## 같이 보기
- 일진회
- 자위단원호회

## 참고 자료
- 친일반민족행위진상규명위원회 (2009). 〈박노학〉. 《친일반민족행위진상규명 보고서 Ⅳ-6》. 서울. 143~151쪽.